# Philia
Philia (en grec ancien φιλία / philía) est le mot grec désignant l'état, le sentiment ou l'émotion de l'amitié ou de la camaraderie, elle fait partie des différentes catégories amoureuses désignées par les Grecs aux côtés de « storgê », « agapé » ou « éros », mais à la différence de ce dernier, la philia désigne ce que Tobie Nathan dénomme un « amour raisonnable ».

## Origines sémantiques
Philia désignait à l'origine l'hospitalité, autrement dit « proprement non une relation sentimentale mais l'appartenance à un groupe social . »

## Laphiliacomme concept politique dans la démocratie athénienne
Les liens de philia sont d'origine aristocrate, il n'est donc pas étonnant qu'ils soient au cœur de la démocratie athénienne, celle-ci étant une invention de l'aristocratie militaire. Ainsi les athéniens s'imaginaient comme une communauté civique de philoi.
On peut considérer que la philia est le nom de grec de ce que nous appelons « lien social », elle est la relation qui existe entre les citoyens de la cité et qui forme la communauté. C'est pourquoi l'absence de philia entre les citoyens est considérée comme un état de stasis. Ainsi à l'état de conflit interne à la cité, s'oppose l'idée d'une fraternité étendue à l'ensemble de citoyens, contre la dislocation du corps civique on construit une communauté d'amis.
La question platonicienne, et qui sera reprise par Aristote, est de savoir comment produire entre les citoyens des relations d'amitié (philia), c'est-à-dire le lien social sans lequel la cité n'existerait pas. Pour Platon la réponse passe par les Lois et les coutumes qui inculquent aux citoyens des opinions communes et les rend vertueux. Mais aussi par un « mythe d'autochtonie » servant à faire croire aux citoyens qu'ils sont des frères tous nés de la même mère, à savoir la terre même de la cité. La philia s'appuie donc aussi bien sur des liens de parenté symboliques (les citoyens sont fils d'une même terre), que sur des relations de sociabilité. La fraternité est donc une condition de la philia comme lien social.
La philia n'est donc pas simplement le rapport interpersonnel que l'on traduit habituellement par amitié, mais une catégorie politique et éthique qui fonde la citoyenneté grecque qui naît de l'égalité de tous devant la Loi, et de la valeur symbolique d'une même origine territoriale.
Dans l’Éthique à Nicomaque, Aristote appelle philia l'affection qui fait que nous aimons un être pour ce qu'il est, et non pour ce qu'il peut nous apporter. Il distingue trois formes d'amitié selon qu'elle vise l'utilité, le plaisir ou la vertu. Le concept de philia englobe l'ensemble des relations interindividuelles, et peut désigner autant celle du père avec ses enfants, que du mari avec sa femme ou du chef avec ses sujets. Aristote considère même que ce lien social est naturel et partagé par nombre d'oiseaux et d'animaux. Mais elle n'est toutefois pas partagée par les dieux, qui n'ont pas de rapport d'amitié. Ainsi, contrairement à ce qu'affirme Platon, la philia selon Aristote est naturelle et est source de justice et non l'inverse. 
C'est pourquoi il considère l'amitié comme l'objectif premier de la politique, l'idéal d'homonoia, de concorde est défini explicitement comme une forme d'amitié politique. Celle-ci s'obtient lorsque les concitoyens sont du même avis, prennent les mêmes décisions, et exécutent des résolutions communes. Cependant Aristote admet que la philia parfaite n'est pas possible à l'échelle de la cité, car elle n'est alors qu'utilitaire, et gouvernée par l'intérêt commun, mais uniquement à celle de l'oikia, c'est-à-dire de la maisonnée.
Afin de résoudre cet écart entre une philia utilitaire entre les citoyens et celle véritable et qualitativement supérieur de l'oikia, les derniers philosophes grecs platoniciens proposent la notion de philanthropia qui tombe verticalement et égalitairement du philosophe-roi sur les citoyens en tant qu'ils y sont soumis. Isocrate et Xénophon font partie des précurseurs de la politisation de cette notion d'abord réservée aux dieux ou aux héros.
Ainsi la notion de philia, malgré des exceptions interprétées comme confirmant la règle, est considérée durant la période classique où écrit Aristote comme égalitaire, ce qui n'est pas le cas du monde hellénique où des groupes de philoi gravitent autour d'un roi en position surplombante.

## Laphiliacomme relation interpersonnelle
Aristote distingue dans l’Éthique à Nicomaque, deux types de philia, celle politique qui correspond au lien social des citoyens et celle de caractère qui circule entre parents et camarades. Ce second type d'amitié ne s'inscrit pas dans la théorie démocratique de son auteur car elle est contractée de manière élective, entre des individus choisis et distingués. A ce titre elle se distingue des définitions usuelles de la philia.
Aristote distingue trois grandes catégories d'amitié :
1. celle qui a pour origine la vertu (l'ami est apprécié pour lui-même et ses qualités intrinsèques, les amitiés sont plus durables, plus rares et demandent d'être construites sur le long terme avec des habitudes contractées en commun)
2. celle qui a pour origine le plaisir (l'ami est apprécié parce que sa compagnie est agréable, les amitiés sont donc changeantes car se font et se défont en fonction de ce qui plaît sur le moment)
3. celle qui a pour origine l'utilité ou l'intérêt (l'ami est apprécié dans les limites du profit qu'il peut octroyer, il arrive que les amis ne s'apprécient pas vraiment et qu'ils s'en plaignent, Aristote range dans cette catégorie l'hospitalité)

Ces trois types d'amitié n'ont pas la même valeur selon l'auteur et la véritable philia est celle qui se fonde sur une vertu réciproque entre les partenaires, les amitiés par intérêt ou par plaisir ne le sont que par accident. Bien que l'amitié vertueuse dispense utilité et agrément, elle ne se fonde pas dessus, c'est pourquoi elle est durable et digne d'éloges, et qu'elle seule mérite d'être appelée amitié. Mais les types d'amitié peuvent parfois se superposer, comme c'est le cas dans la description du couple d'Aristote, l'homme et la femme sont unis à la fois par des liens d'intérêt, de plaisir mais peuvent aussi l'être par des liens de vertu.
La définition qu'Aristote propose de la philia n'est donc pas simplement descriptive mais également normative et d'inspiration aristocrate, c'est pourquoi Aristote considère que seul une petite élite peut instituer un tel type de relation moralement supérieur et que ce type de relation ne peut être multiplié en grandes quantités. A l'inverse les amitiés de plaisir et de vertu sont l'apanage du dèmos.
Bien qu'il admette l'idée d'une amitié inégalitaire, Aristote promeut, de manière peu conventionnelle pour son époque, une amitié fondée sur des relations interpersonnelles entre de vertueux égaux. Il considère que la véritable amitié n'est possible qu'entre deux personnes qui se ressemblent, car les deux doivent être bonnes, ce qui pour Aristote n'est possible qu'entre aristocrates. D'autre part, comme celle-ci se fonde sur une réciproque bienveillance, elle implique nécessairement un rapport égalitaire.
La philia est décrite comme un rapport bienveillant, réciproque et conscient, car si elle est à sens unique il ne s'agit que de bienveillance, c'est pourquoi elle est impossible avec les objets inanimés, mais aussi elle n'est possible que si les deux personnes savent qu'elles éprouvent la même affection l'une pour l'autre, elle n'est donc pas secrète, quoi qu'il soit possible de se méprendre sur sa nature.
Il ajoute aussi que c'est ce qu'il y a en commun, que ce soit un bien matériel, une similitude de vertu, ou une activité qui constitue leur raison de vivre, qui assure la cohésion des amis et la durée de leur relation.
Les relations peuvent ainsi se défaire si les partenaires ont évolué et que l'un se démarque de l'autre par sa vertu ou qu'ils ne partagent plus les mêmes goûts, joies et peines.
Enfin, Aristote considère qu'il n'est pas souhaitable, ni même possible, de multiplier les amitiés en grand nombre, mais qu'il s'agit d'en avoir un nombre suffisant qui permette une amitié profonde et une vie en commun.

## Unephiliainégalitaire
Cependant Aristote admet également que l'amitié peut supposer la supériorité d'un partenaire, auquel cas le sentiment d'amitié n'est pas de même nature ni de même degré en fonction du statut social de chaque partenaire, l'amitié ne doit alors plus être égalitaire entre des inégaux, mais proportionnelle à sa place dans la hiérarchie, et ce n'est que lorsque l'amitié est équitablement distribuée en fonction de la supériorité d'un membre sur l'autre, qu'Aristote y retrouve un véritable rapport égalitaire.
Il n'en reste pas moins qu'il nie l'existence possible d'une amitié dans une trop forte inégalité, c'est pourquoi les dieux n'ont pas de rapport d'amitié avec les humains, pas plus qu'un roi, un aristocrate ou un sage n'en aurait avec un pauvre ; c'est pourquoi, selon Aristote, il n'est pas souhaitable de vouloir les plus grands biens à son ami, car ainsi il creuserait trop d'écart et ne permettrait pas d'entretenir une relation d'amitié.
Dans les autres acceptions du termes, Xénophon résume l'enseignement de Socrate sur l'amitié dans ses Mémorables de la manière suivante : « Il m’a paru qu’on pourrait tirer un grand profit de ce qu’il disait pour acquérir des amis et les utiliser », considérant ainsi qu'il faut avoir un usage pragmatique et utilitaire de l'amitié, idée qu'il soutient en suggérant une équivalence entre la vertu, l'honnêteté et l'utilité du citoyen.
Des historiens tels que Paul Millett ou encore Jean-Claude Fraisse, considèrent que cette définition utilitaire de l'amitié, loin des idéaux d'Aristote, est courante à Athènes et qu'elle en est même la définition par excellence. Cependant Vincent Azoulay rappelle que Xénophon considère toujours la philia comme une élection aristocrate mais qui fait de l'utilité et non plus de la vertu la pierre angulaire de la philia, une telle conception ne repose que sur les liens objectifs instaurés par la circulation et les échanges de bienfaits et est fondamentalement inégalitaire, ce qui heurte les partisans de la démocratie eux-mêmes lors du procès de Socrate.
Ainsi Xénophon, donne une définition de la philia qui est strictement utilitaire, dissymétrique et exempte de sentimentalisme étant intégralement fondée sur le calcul économique des dons et des échanges.
Cette définition de l'amitié correspond en grande partie aux rapports de patronage tels qu'ils sont décrits par Richard Saller pour l'époque romaine : un rapport personnel et inégal, sur une certaine durée, avec un échange asymétrique de biens et de services. Cependant il reste étonnant de les retrouver ici, car à en croire les historiens, à cette époque, ces rapports oligarchiques de clientèle ont été peu à peu marginalisés au profit de redistributions démocratiques.

## Laphiliacomme relation économique
Dans L’Éthique à Nicomaque, Aristote développe les liens économiques qui unissent les amis.
Ainsi, l'amitié inégalitaire est, pour Aristote, généralement une amitié par intérêt et repose sur un rapport de don et de contre-don, un contrat qui fixe précisément ce que les membres doivent s'échanger ou de créancier-débiteur. La réciprocité y est donc de mise, contrairement à l'amitié de vertu où le don peut être gracieux.
Cependant il est clair que dans un rapport inégalitaire, le plus démuni ne pourra pas donner autant que le plus riche, ainsi pour maintenir l'idée que le don perçu doit rester proportionnel au statut hiérarchique du receveur. Aristote considère que celui qui reçoit le plus doit rendre en hommages, si le don qu'il reçoit n'a pas de prix fixé.

## Le rôle desphiloidans la société athénienne
Au sein de la société athénienne, les citoyens avaient des groupes d'amis appelés philoi. Ceux-ci n'étaient pas fondés sur des principes égalitaires puisque le pouvoir était hiérarchisé et pyramidal au sein de ces groupes et que l'adhésion de ses membres se faisait sous forme de patronage ou de clientélisme. Les philoi étaient organisés autour d'un homme fédérateur et leur appartenance à ces groupes était temporaire et fluctuante. Ils n'avaient pas la permanence des partis politiques ou de la famille, et à ce titre n'avaient pas de programme politique clair ou de corpus de doctrine définit, bien que leur but ait été de faire groupe pour affronter les problèmes publics (luttes politiques, procès, agir de manière concertée à l'Assemblée ou au Conseil). Ainsi, les hommes influents utilisaient leurs réseaux de philoi pour affermir leur pouvoir politique.
A la fin du Vè siècle, ces groupes informels pouvaient prendre la forme d'un hétairie, à savoir une association privée, parfois secrète, rassemblant une trentaine d'hommes souvent fortunés.
Aristote considère que toute association implique une forme d'amitié et réciproquement toute amitié implique une communauté. C'est pourquoi les citoyens forment une communauté politique englobant toutes les autres et fondée sur l'intérêt commun.

## Usages contemporains du terme
Marie-José Mondzain, oppose dans son ouvrage Accueillir - Venu(e)s d'un ventre ou d'un pays, les liens familiaux et biologiques du sang dans la filiation à la philiation, terme inventé à partir de la notion de philia. Là où l'institution familiale s'appuie sur les « liens du sang » pensés comme naturels et reconduit une logique d'appartenance fondée sur l'héritage, la propriété, le pouvoir et le sol, la philiation s'appuie sur une hospitalité dont en réalité aucun nouveau-né ne fait l'économie quand il devient membre d'une famille. Cette hospitalité est strictement culturelle et symbolique puisqu'elle organise à partir de gestes et de signes l'entrée et la cohabitation du nouveau dans la communauté. La naissance ne devient donc qu'un mode particulier de l'accueil et d'une adoption toujours première par rapport au sang, au ventre et au sexe. L'adoption elle-même n'est plus considérée comme une procédure juridique et contractuelle mais devient « le modèle fondateur de toute relation d'attachement, de transmission et d'intégration, chargée d'affects, construite et projetée dans la durée. »